# 内乌
内乌（法語：Néhou，法語發音：[ne.u]）是法国芒什省的一个市镇，属于瑟堡区。

## 地理
内乌（49°25'12"N, 1°32'31"W）面积15.98 平方千米，位于法国诺曼底大区芒什省，该省份为法国西北部沿海省份，西、北、东北三面环大西洋，东起顺时针与卡爾瓦多斯省、奧恩省、马耶讷省和伊勒-维莱讷省接壤。
与内乌接壤的市镇（或旧市镇、城区）包括：马涅维尔、科唐坦地区布里克贝克、戈勒维尔、圣科隆布、圣雅克德内乌、圣索沃尔勒维孔特。

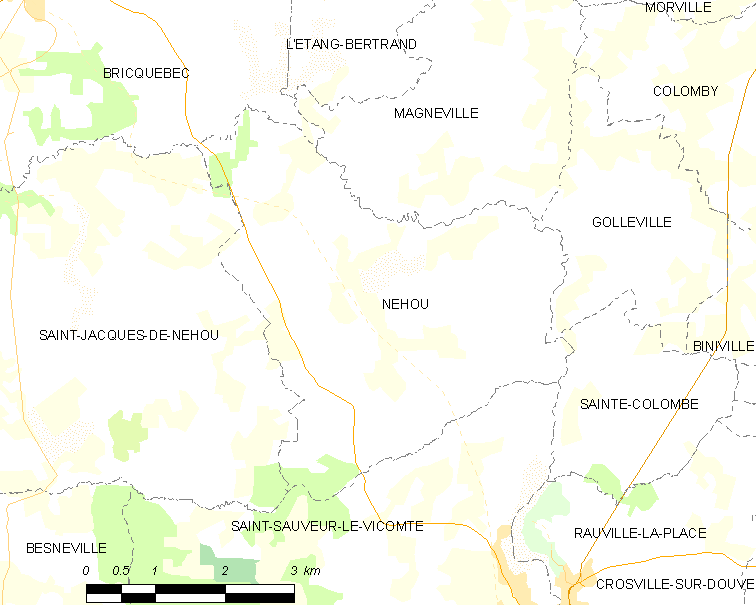
内乌的OSM定位图

内乌的时区为UTC+01:00、UTC+02:00（夏令时）。

## 行政
内乌的邮政编码为50390，INSEE市镇编码为50370。

## 政治
内乌所属的省级选区为科唐坦地区布里克贝克县。

## 人口

1962-2008年间内乌人口变化图示

内乌于2022年1月1日时的人口数量为608人。